# イヴァリース
イヴァリース（Ivalice）は、スクウェア（現・スクウェア・エニックス）のコンピュータゲーム『ファイナルファンタジータクティクス』などに登場する架空の国家・地域・世界。ゲームクリエイター・松野泰己が中心となって構想された。松野の退社後は、『FFXII』のエグゼクティブ・プロデューサーを代役として引き受けた河津秋敏がそのままプロジェクトの総責任者となり、これらのソフトが開発されている。

## 概要
ゲームソフトのシナリオライティングの手法として、架空の歴史と舞台設定から物語を切り取る戦記物の形式を好む松野泰己がスクウェアに移籍した際に中心となって製作された。各時代間で大きく文明が異なるため、実際はゲーム本編のシナリオで共通する名前が登場する程度の繋がりしか明示されていないが、ゲーム内の読み物による断片的な情報から、プレーヤー側による「補完」によって楽しめる世界になっている。名前の由来は「イギリス」からである。

## 舞台設定
複数の亜人種が居住するファンタジー世界の一部の地域「イヴァリース」を指す。黄道十二星座をモデルにした悪魔（ルカヴィ）など独特な設定を持つが、一部他のFFシリーズからの名称も登場する（同名異物）。また「イヴァリース」という単語は登場しないが、『ベイグラントストーリー』では舞台や物語の鍵となる用語などが『FFXII』と共通点が多く、『FFT』のキャラクターに出自を持つアイテムが多数存在する。しかし、Twitterにおいて松野泰己による「ベイグラはそもそもイヴァリースの世界ではない。ただ、いくつか入れたお遊び（アグリアスの口紅等）のせいでプレイヤーさんがイヴァリースだと考え、更に、FF12のプロモーション（海外向け）の都合で一緒にしちゃえという話になり仲間入り」という発言があることから、本来の構想では含まれていなかったと考えられる。
それ以外にも、『FFT』にはクラウド（『FFVII』）、移植版の『FFT獅子戦争』にはバルフレア（『FFXII』）と、発売当時のナンバリング最新作の主要な登場人物がゲスト出演している。

### 各作品におけるイヴァリース
ファイナルファンタジータクティクス
北西に海を挟みロマンダ王国（呂国）、東に陸続きのオルダリーア国（鴎国）と国境を接するイヴァリース王国（畏国）を指す。
人間以外の種族は登場せず、魔法は存在するものの、飛空艇などの高度な魔法文明は「大崩壊」によって失われている。グレバドス教会による異端審問が行われるなど、中世ヨーロッパのような時代設定である。
ファイナルファンタジータクティクスアドバンス
主人公たちの住む町、St.イヴァリースおよび異世界イヴァリース（イヴァリース王国）を指す。St.イヴァリースは、自動車が走る近代的な世界の町で、主人公たちが見つけた「グラン・グリモア」と呼ばれる魔導書により、異世界イヴァリースに変貌する。
異世界イヴァリースは、主人公たちがプレイしていたゲームソフト『ファイナルファンタジー（XIIという設定）』の影響を強く受けていて、モーグリ族、ヴィエラ族、バンガ族などの亜人種や魔法が存在する。
ファイナルファンタジーXII / ファイナルファンタジーXII レヴァナント・ウイング
バレンディア大陸、オーダリア大陸、ケルオン大陸を含む地域を指す。人間（ヒュム族）以外に、モーグリ族、ヴィエラ族、バンガ族などのさまざまな亜人種が存在し、飛空艇や高層建築など、魔力を持つ石「魔石」を用いた高度な文明が発達している。
ファイナルファンタジータクティクスA2
『FFXIIRW』の数年後の世界。『FFT』に記述されていたモーグリ族が住む機工都市ゴーグが登場し、オーダリア大陸西端・ロアル大陸東端の地域一帯はユトランドと呼ばれている。ユトランドでは数百年前からロウが存在し、『FFXII』の地域とは飛行艇を通じて盛んに交流・交易が行われている。両地域の間にはロザリア帝国があり、西がユトランド・東が『FFXII』の地域となる。今作でゴーグの位置が判明したため『FFXII』・『FFTA2』の地図を組み合わせると、『FFT』の地図との位置関係が確認できるようになった。
『クリスタル ガーディアンズ（クリスタル・ディフェンダーズ）』もジョブキャラクターや地名に共通点がある。

## 歴史
神の時代
「不滅なる者」と呼ばれるオキューリア族が地上を支配していた。
↓数千年後
メレンカンプの時代
魔導師メレンカンプが呪文書「グリモア」魔都「レアモンデ」を作る。
↓?（約2000年後『ベイグラントストーリー』の時代、ガルテア連邦時代の前後どちらかかは未確定）
ガルテア連邦時代
レイスウォールがイヴァリースを統一し、ガルテア連邦を樹立する。
↓704年後
ファイナルファンタジーXIIの時代
アルケイディア帝国がナブラディア王国に侵攻する。ダルマスカ王国は帝国の支配下へ。
↓2年後
ヴァンとアーシェ一行が祖国解放の手掛かりを求める旅へ。その成果により、ダルマスカ王国復興。
↓1年後
ファイナルファンタジーXII レヴァナント・ウイングの時代
空賊となったヴァンが「グレバドスの秘宝」を求め、空に旅立つ。
↓数年後
ファイナルファンタジータクティクスA2の時代
『FFTA』の現代からルッソが迷い込む。成長したヴァンとパンネロが世界中を巡り有名な空賊となっている。
↓数十年後
聖アジョラの時代
アジョラが新しい宗教を興す。
↓約1200年後。この間において「大崩壊」が発生し、飛空艇などの技術が失われ、ヒュム族以外の種族が滅亡する。
ファイナルファンタジータクティクスの時代
黒獅子を紋章とするゴルターナ公と、白獅子を紋章とするラーグ公による「獅子戦争」が勃発する。
↓400年後
アラズラムの時代
アラズラム・J・デュライが『FFT』の物語「ブレイブストーリー」を執筆する。
↓?
ベイグラントストーリーの時代
シドニー・ロスタロットが公爵邸を占拠し、人質を盾に法王の退陣と仲間の釈放を要求する。
↓?
ファイナルファンタジータクティクスアドバンスの時代
魔導書「グラン・グリモア」により、St.イヴァリースが『FFXII』を元にした異世界イヴァリースに変貌する。
↓十数年後
ファイナルファンタジータクティクスA2の元の時代
ルッソが図書館に安置されている「グリモア」を開き、『FFXII』の時代に飛ばされる。

## イヴァリースに存在する種族
ヒュム
従来のシリーズにおける人間に該当する種族。『FFT』、『FFTA（本来の世界）』、『FFTA2（元の時代）』では本種族以外存在しない。
モーグリ

バンガ

ヴィエラ

ン・モゥ

シーク

グリア
『FFTA2』、『クリスタルガーディアンズ』に登場する種族。
エグル
『FFXIIRW』にのみ登場する種族。

## 用語
ゾディアックブレイブ
関連作品：『FFT』、『FFXII』
イヴァリース統一戦争時、ランベリー王がイヴァリース掌握の為に魔界から召喚した「ルカヴィ」を、12人の勇者が撃退。彼らはそれぞれに、黄道十二宮の紋章を刻まれた「ゾディアックストーン（聖石）」を身につけていたため、黄道十二宮の勇者「ゾディアックブレイブ」と呼ばれるようになった。その後もイヴァリースに危機が訪れる度に、聖石を携えた勇者が現われたという。
『FFXII』では一定の条件を満たすことで得られる称号として登場する。
ルカヴィ
関連作品：『FFT』
この世界における神話の悪魔の事。『FFT』では、現世への出現には契約した人間の肉体が媒体として必要である。ただし、必ずしも媒体が必要なのではなく、「血塗られた聖天使」が現世に存在していれば、ルカヴィは現世を自由に行き来することができる。一部『FFXII』の「異形者」に同名のものが存在する。
召喚魔法
関連作品：『FFT』、『FFXII』、『FFXIIRW』、『FFTA』、『FFTA2』
『FFT』ではFFシリーズ由来の幻獣を呼び出し、得意な技を使用させる魔法として登場。
『FFXII』ではイヴァリース独自の異形者を呼び出し戦闘に参加させる魔法として登場。
『FFXIIRW』ではFFシリーズ由来の幻獣、異形者に加え、FFシリーズのモンスターを呼び出し戦闘に参加させる魔法として登場する。幻獣はシリーズと異なる独自の設定でベイビーシヴァとダーリンシヴァが登場。
『FFTA』および『FFTA2』ではヴィエラ族のジョブとして登場しており、ラムウやイフリートなど、他のFFシリーズにも登場するキャラクターを召喚する。
幻獣
関連作品：『FFT』
精霊の最高階級であり、幻界（異空間）の住人。
神獣
関連作品：『FFTA』、『FFTA2』
『FFTA』の異世界イヴァリースに住む各種族を象徴し、クリスタルを守護する存在。『FFXII』の異形者と同名のものが存在するが、これは異世界イヴァリースが『FFXII』の世界を元に生み出されたためである。FFTA2ではFF12の異形者の呼称が変化したもの。
異形者
関連作品：『FFXII』、『FFXIIRW』
神が創り出したといわれる異形の者達。黄道12宮のそれぞれに光と闇の異形者が対になって存在する。『FFXII』でライセンス取得すれば一定のMPと引き換えに、闇の異形者のみ召喚することができる。FFシリーズのラストボスの名を持つものや、『ベイグラントストーリー』のキャラクターを基にした異形者も存在する。
ミスト
関連作品：『FFXII』、『FFXIIRW』、『FFTA2』、『ベイグラントストーリー』
空気中を流れる微量の魔法エネルギー。魔石やミストカートに蓄積できる。中世以降は「魔」と呼ばれる。
魔石
関連作品：『FFXII』、『FFXIIRW』
ミストを含む鉱石。人の意思に応じてミストを放出させ効果を発揮できるので、一般に広く使用されている。
破魔石
関連作品：『ベイグラントストーリー』、『FFXII』
『ベイグラントストーリー』では武器や盾に装着する秘石として登場。
『FFXII』では、周囲の「ミスト」を吸収し、膨大な力を蓄えることができる特殊な「魔石」として登場する。
グリモア
関連作品：『ベイグラントストーリー』、『FFTA2』
魔導師メレンカンプが作った、読めば誰でも魔法が使えるようになる魔導書。FFXIIの時代には一般に普及しておりイヴァリース中世（『FFT』）まで使用されていたが、アラズラム・J・デュライの時代にはすでに失われている。ベイグラントストーリーではレアモンデの各所でグリモアを入手できる。本家FFシリーズからの設定流用やパロディが多いイヴァリース作品としては珍しく、この用語は本家『FFXI』にも逆輸入される形で採用された。
グラン・グリモア
関連作品：『ベイグラントストーリー』、『FFTA』
『究極の幻想』（FINAL FANTASYのルビを充てる）とも呼ばれる魔導書。世界を一変させる力を持ち、願いを叶える力がある。複数存在するが正確な数は不明。St.イヴァリースの古びた本屋に置いてあったものをミュート・ランデルという少年が発見する。その内容はイヴァリースの正史か伝承を記述したものと思われ、文字はSt.イヴァリースで使用されているものとは異なる。ベイグラントストーリーではレアモンデ全体がグラン・グリモアとなり、継承者には血塗れの罪と呼ばれる刺青が背中に現れる。
ジャッジ
関連作品：『FFTA』、『FFXII』、『FFXIIRW』、『FFTA2』
『FFTA』では異世界イヴァリースの法を管理する審判組織として登場する。また、『FFXII』では帝国の騎士団として登場する。この2作品はパラレルワールドであるため同名の別組織である。『FFTA2』では契約したクランをロウで行動制限する代わりに怪我から守るゴーレムとして登場。初出としては『FFXI』のゲームマスター専用の装備に「ジャッジ」の名が付いているが、関連性は不明。
クリスタル
関連作品：『FFT』、『FFXII』
『FFT』では死者の能力が結晶化した物として登場。『FFXII』・『FFTA2』ではセーブクリスタルとテレポクリスタルが登場、『FFXI』での同クリスタルとジラート文明・アルタナ神の繋がりがあるわけではない。
機工都市ゴーグ
関連作品：『FFT』、『FFXII』、『FFTA2』
全シリーズに登場し両方の時代において唯一共通し、位置が特定されている街である。『FFTA2』ではモーグリが住み、優れた機工技術を生み出していたが、『FFT』ではそれらはロストテクノロジーの扱いとなっている。例えば過去において銃はゴーグモーグ社が世界へ流通させていたが、未来では人間の機工士が発掘したものを修復して使用している。
3本のクロス
関連作品：『ベイグラントストーリー』、『FFTA』、『FFTA2』
3つの線が1点で交差するデザイン。ホーリーウィン（キルティア教・ヨクス教の聖印）やグリモアの表紙、武器の形状などに時々用いられている。聖邪を表したり「血塗られた」ものが数点見られるが関連は不明。

## イヴァリースアライアンス
イヴァリースアライアンスとは、イヴァリースを舞台とした作品群を纏めたブランド名。スクウェア・エニックス作品における「コンピレーション・オブ・FFVII」「フロントミッションプロジェクト」「スクウェア・エニックス ニューコンセプトブランド コード・エイジ」「ファイナルファンタジー携帯機完全移植計画」「ザ・ワールドオブマナ」「ファブラ・ノヴァ・クリスタリス」などと同様のシリーズレーベルである。
『FFXII』の続編『ファイナルファンタジーXII レヴァナント・ウイング』、『FFT』のリメイク『ファイナルファンタジータクティクス 獅子戦争』、『FFTA』の続編『ファイナルファンタジータクティクス A2 封穴のグリモア』を商品展開するために発表された。イヴァリースの生みの親である松野泰己が在籍していた時代にも、『FFXII』『FFTA』『バルフレア達の新作』による近い構想が存在していたが、退社した現在ではイヴァリースアライアンスへの関与を示す情報は存在しない。

## イヴァリースに関係する作品
- ファイナルファンタジータクティクス
- ベイグラントストーリー
- ファイナルファンタジータクティクスアドバンス
- ファイナルファンタジーXII
- ファイナルファンタジーXII レヴァナント・ウイング
- ファイナルファンタジータクティクス 獅子戦争
- ファイナルファンタジータクティクス A2 封穴のグリモア
- クリスタル ガーディアンズ（クリスタル・ディフェンダーズ）